# Idel Ianchelevici
 (juillet 2023).
Si vous disposez d'ouvrages ou d'articles de référence ou si vous connaissez des sites web de qualité traitant du thème abordé ici, merci de compléter l'article en donnant les références utiles à sa vérifiabilité et en les liant à la section « Notes et références ».
Idel Ianchelevici (Leova, Empire russe, 1909 - Maisons-Laffitte, France, 1994) est un sculpteur et dessinateur belge et roumain.

## Jeunesse
Né en Bessarabie, alors russe, dans une famille aisée et cultivée de juifs ashkénazes, il devient roumain, comme son pays natal, en 1918, à l'issue de la Première Guerre mondiale, et est déjà trilingue yiddish, russe et roumain. C'est donc avec facilité qu'au collège et lycée, il apprend en plus l'allemand et le français. À l'âge de 19 ans il sait déjà qu'il n'est pas fait pour la médecine ou l'ingénierie auxquelles le destinent ses parents, et de plus, il se heurte au numerus clausus instauré en 1928 dans les universités pour y limiter le nombre d'étudiants issus des ethnies minoritaires au profit des « Roumains de souche » (alors globalement moins instruits, en raison du passé de la Roumanie, longtemps soumise aux empires voisins). Pour pouvoir vivre ses passions, la sculpture et le dessin, une seule solution : dès son service militaire achevé, quitter la Roumanie pour l'Occident. Ianchelevici arrive en 1928 en Belgique, à Liège, où il s'inscrit à l'académie des beaux-arts de la ville et où il remporte en 1933, le premier prix de statuaire.

## Carrière
Marié la même année à Elisabeth Frénay, lui qui n'a jamais pensé que l'antisémitisme était un phénomène inéluctable, spécifique de tel ou tel pays et à imputer à tel ou tel peuple en entier, gagne Bruxelles où il participe en 1935 à la réalisation du pavillon roumain pour l'Exposition internationale universelle de la capitale belge. Les expositions personnelles se succèdent ensuite de Bruxelles, Paris ou Amsterdam jusqu'à Tel-Aviv. 
Sous l'Occupation, Ianchelevici se réfugie à Maransart, dans la maison d'enfants « La Clé des Champs » de Betty Lavachery, qui y dirige un réseau Résistance aux côtés de Zénitta, la mère de Haroun Tazieff, et de celui-ci. C'est à « La Clé des Champs » qu'Ianchelevici réalise le buste de « Rosette », pseudonyme de la fille d'Eugen Fried, délégué de la Troisième Internationale auprès du PCF, et d'Ana Pauker qui, après s'être réfugiée à Moscou, deviendra ministre des Affaires étrangères de la Roumanie communiste après la guerre. Les Tazieff comptaient alors parmi les plus proches amis de Ianchelevici.
En 1945, Ianchelevici acquiert enfin la nationalité belge et sa célèbre statue « l'Appel » est officiellement inaugurée à La Louvière. Dix ans plus tard, Ianchelevici obtient une bourse pour le Congo belge où il conçoit trois statues destinées à compléter le fameux monument de Henry Morton Stanley à Léopoldville (aujourd'hui Kinshasa) et y réalise de très beaux dessins. Il expose dans de nombreux pays dont sa Roumanie natale. En 1987, un musée Ianchelevici est ouvert à La Louvière. Un centre culturel lui est consacré en France, à Maisons-Laffitte, où il s'est installé dès 1950 et où il meurt le 26 juin 1994 dans sa 86e année.

## L'œuvre
Sculpter, dessiner sont pour Idel Ianchelevici des passions qu'il manifeste dès l'enfance, poussé par l'exigence d'un besoin d'expression. C'est avec l'aide d'un de ses frères qu'il quitte son pays en 1928 pour se plonger dans les milieux artistiques d'Europe occidentale. Bien que « bourgeoise », sa famille a été sensible aux idées courant dans ce « Yiddishland révolutionnaire » du début du XXe siècle, décrit par Patrick Rotman dans son livre, et l'atelier de Ianchelevici n'était pas un lieu clos coupé des luttes ouvrières des années 1930. Sans être encarté, Ianchelevici a de la sympathie pour les idées, sinon pour les pratiques communistes. La dialectique entre ces idées et ces pratiques lui cause un tourment intérieur qu'il traduit dans son langage plastique à travers des personnages populaires illustrant ces aspects de la vie sociale. Ses personnages sont expressifs, puissants (« Conspiration », « Monument national au prisonnier politique » érigé à Breendonk en 1954). Dès 1939, le sculpteur s'essaye à des compositions de groupes et travaille en grand format, c'est l'époque de « l'Appel ». 
À partir de 1945, Ianchelevici se met à sculpter le marbre et la pierre, matériaux difficiles à travailler qui imposent une simplification des formes. Les membres s'étirent, deviennent plus longs et plus souples. Les personnages émergent littéralement de la matière avec laquelle ils font corps. Pas de vide, pas d'interstice : la masse et le volume dirigent la composition (Paternel). En même temps, les thèmes changent et s'inspirent des silhouettes juvéniles de modèles aux formes naissantes (Ève). La carrière de l'artiste amorce un tournant important. Ianchelevici ne cessera de simplifier et de schématiser les traits du visage. Ce besoin d'épurer le corps humain trouve son meilleur accomplissement dans les figures en bronze (Jeune femme à l'enfant). 
Parallèlement à son activité de sculpteur, Ianchelevici n'a jamais abandonné le crayon, bien qu'il considère que sculpture et dessin soient deux disciplines indépendantes. Ses dessins ne sont d'ailleurs pas des croquis préparant le travail du sculpteur mais des œuvres en soi (« Le retour du pré »). 
Ianchelevici a réalisé des centaines de sculptures et des milliers de dessins. La plus grande partie de son œuvre se trouve à La Louvière depuis que l'artiste décida d'en faire don à une Fondation. Une importante collection de dessins a également été donnée à l'Université de Liège et est aujourd'hui conservée au musée Wittert.

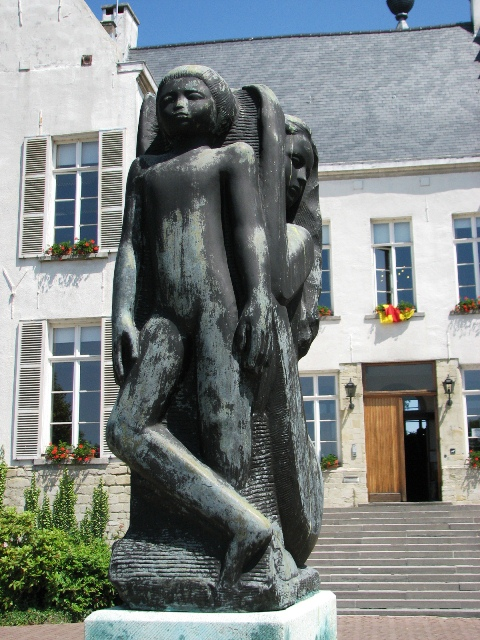
Wemmel
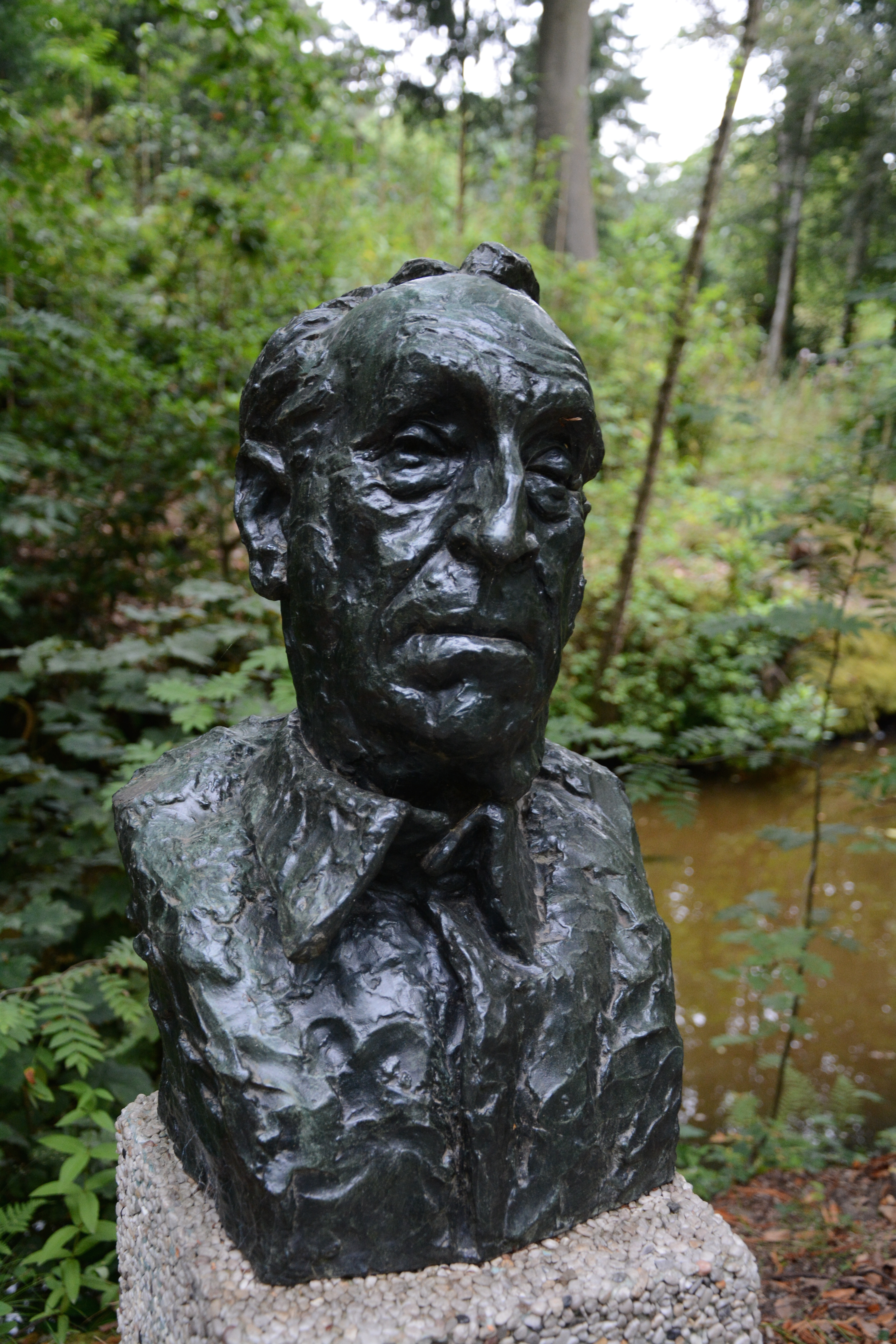
August Vermeylen
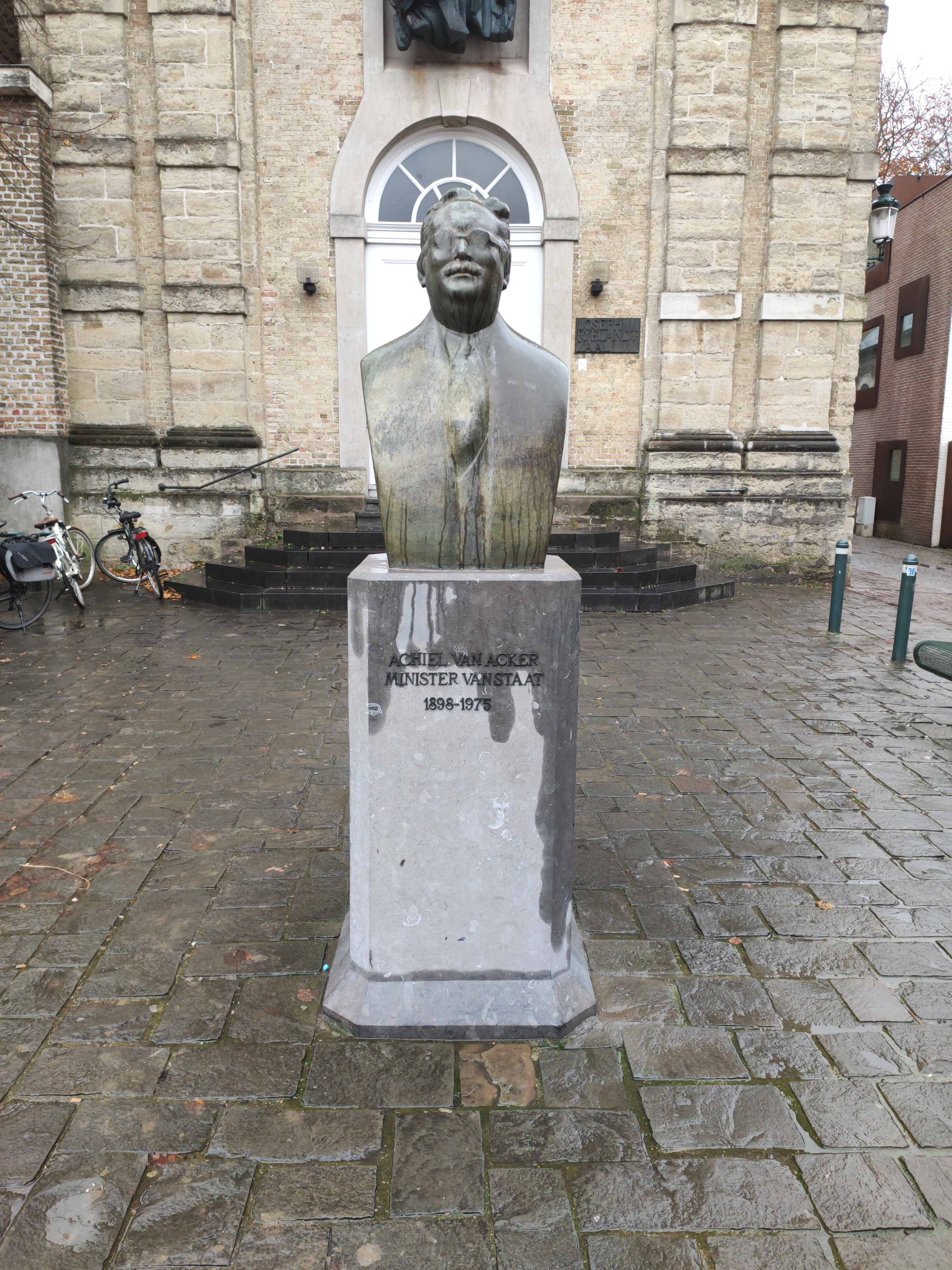
Achille Van Acker
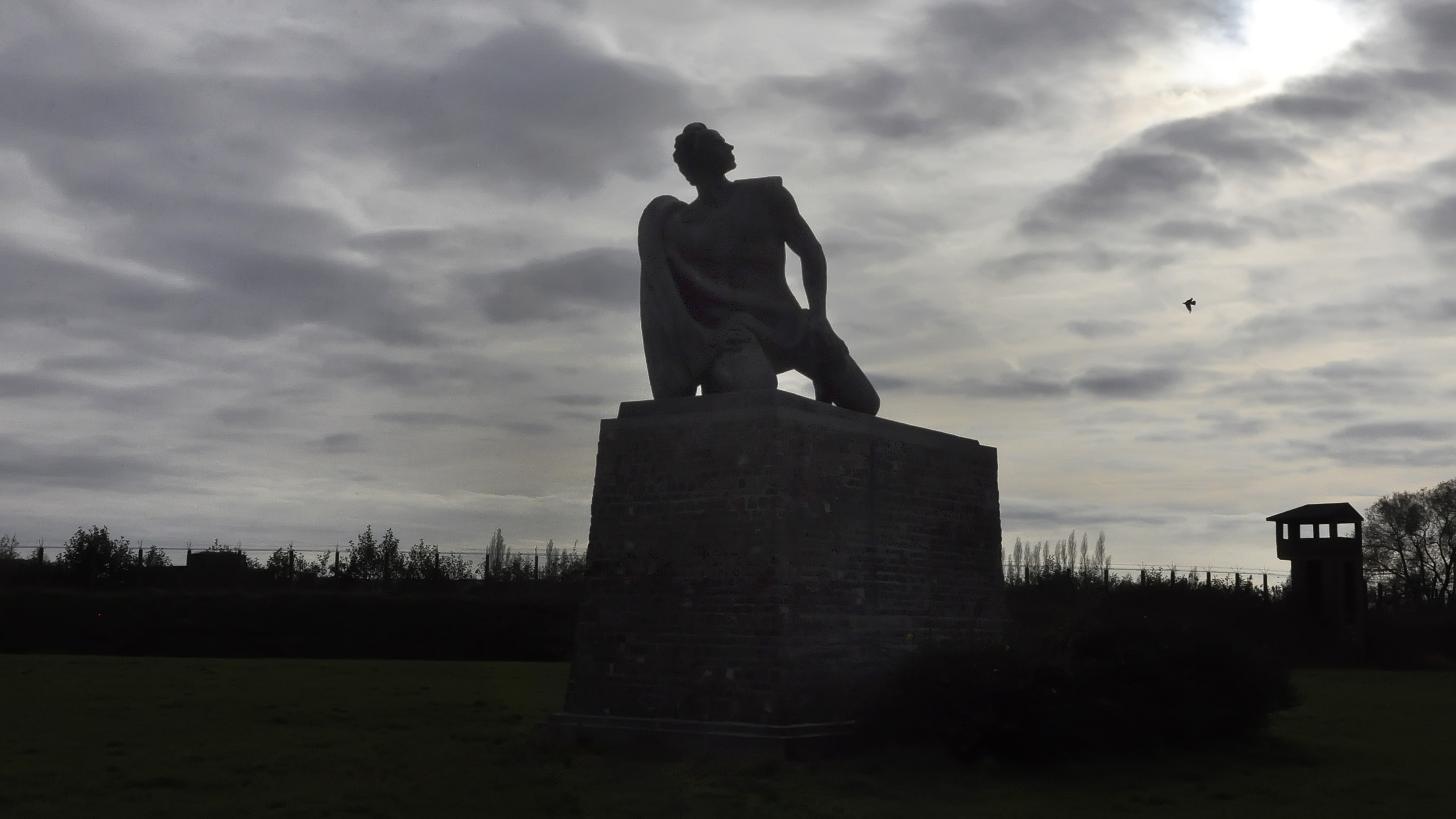
Breendonk
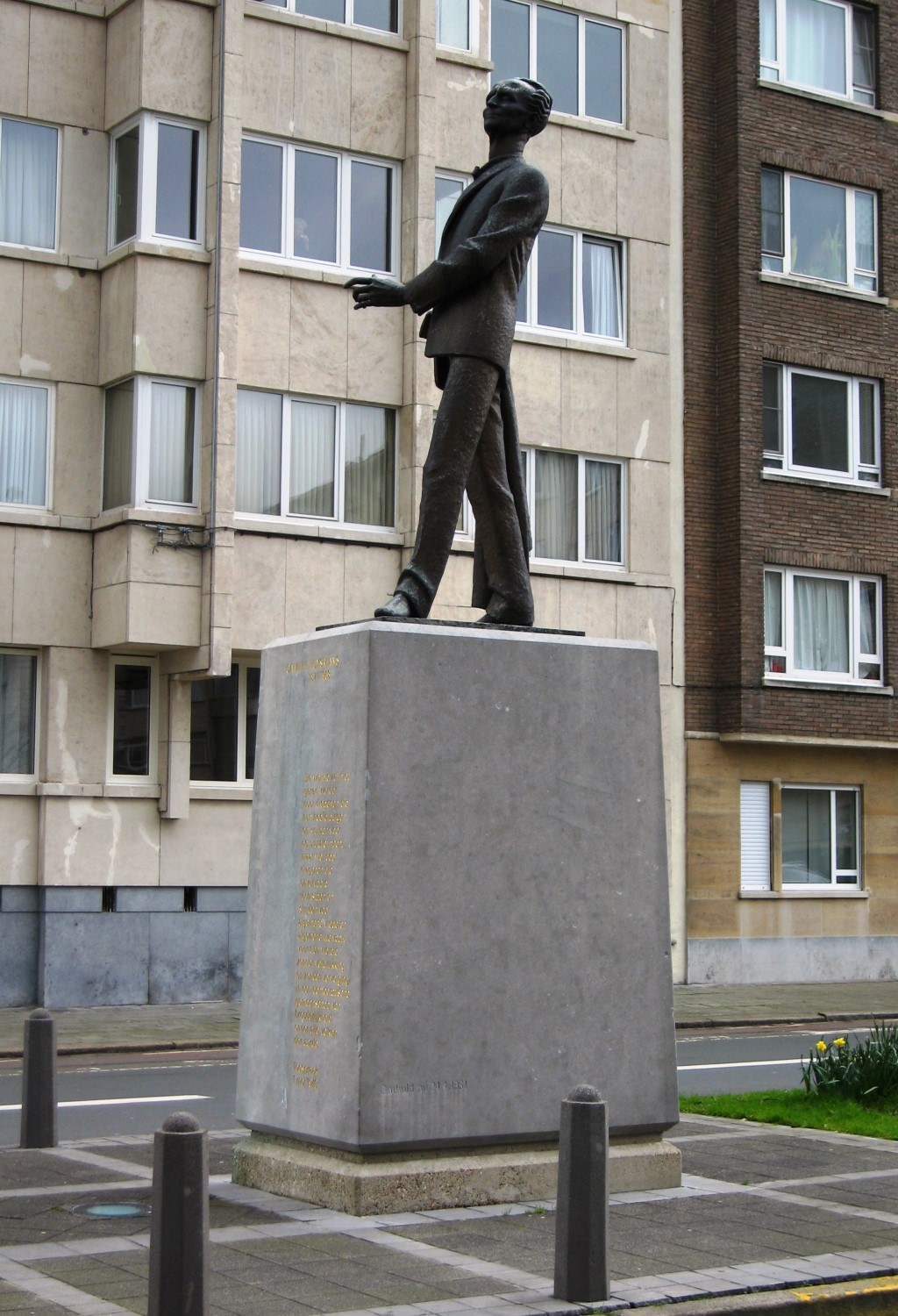
Antwerpen

## Ianchelevici dans le monde
De nombreuses œuvres de Ianchelevici appartiennent à des collections à travers le monde :  
- France
  - Paris (ministère des Affaires culturelles)
- Belgique
  - Port des Yachts, Liège
  - Breendonck "de weerstander"
  - Musée Wittert
  - Le Pâtre, au Musée d'art contemporain en plein air du Sart Tilman
  - Buste de Suzanne Tassier (Bronze, 1952) - Archives, patrimoine et réserve précieuse - Université libre de Bruxelles
  - Buste de Gustave Charlier (Bronze, 1952) - Archives, patrimoine et réserve précieuse - Université libre de Bruxelles
- Pays-Bas
  - La Haye
  - Amsterdam (Stedelijk Museum)
- Grand Duché du Luxembourg
  - Luxembourg (Musée de la Ville : « Le voile »)
- États-Unis
  - New-York
  - San Francisco
- Israël
  - Haïfa (« Galician Jewry Memorial », « A la résurrection d'Israël »)
  - Tel-Aviv (Musée d'Art moderne)
- Congo (ex-Zaïre)
  - Kinshasa (« Monument de Stanley »)
- Moldavie
  - Chișinău (Muzeul Naţional de Artă al Moldovei[3])
- Roumanie
  - Bucarest (« L'aînée »)

En Europe, les principaux musées consacrés à l'œuvre de Ianchelevici sont à : 
- La Louvière (Belgique)
- Maisons-Laffitte (France)
- Goudriaan (Pays-Bas)

## Sources
- Documents communiqués par le Mill (ancien nom : Musée Ianchelevici), à La Louvière.
- Roger Bodart, Ianchelevici, Bruxelles, Editions Georges Houyoux, 1957